# Androni Giocattoli-Sidermec
Androni Giocattoli-Sidermec (Kod UCI: ANS) – włoska zawodowa grupa kolarska z siedzibą w Turynie. Założona w 1996 roku jako Gaseosas Glacial-Selle Italia z połączenia zespołów ZG Mobili-Selle Italia-Birex i Gaseosas Glacial. Od sezonu 2012 zarejestrowana w dywizji UCI Professional Continental Teams.
Sponsorem tytularnym grupy jest m.in. włoska firma Androni Giocattoli.

## Chronologia nazw oraz kodów UCI
- 1996: Gaseosas Glacial-Selle Italia (Kod UCI: GLA)
- 1997–1998: Kross-Selle Italia (Kod UCI: KRO)
- 1999: Selle Italia (Kod UCI: SEL)
- 2000: Aguardiente Néctar-Selle Italia (Kod UCI: NEC)
- 2001: Selle Italia-Pacific (Kod UCI: SEL)
- 2002–2004: Colombia-Selle Italia (Kod UCI: CLM)
- 2005: Colombia-Serramenti Diquigiovanni (Kod UCI: CLM)
- 2006: Selle Italia-Serramenti Diquigiovanni (Kod UCI: CLM)
- 2007: Serramenti PVC Diquigiovanni-Selle Italia (Kod UCI: CLM)
- 2008–2009: Serramenti PVC Diquigiovanni-Androni Giocattoli (Kod UCI: SDA)
- 2010: Androni Giocattoli-Serramenti PVC Diquigiovanni (Kod UCI: AND)
- 2011: Androni Giocattoli-C.I.P.I (Kod UCI: AND)
- 2012–2014: Androni Giocattoli-Venezuela (Kod UCI: AND)
- 2015: Androni-Sidermec (Kod UCI: AND)
- 2016–2017: Androni Giocattoli-Sidermec (Kod UCI: AND)
- 2017: Androni-Sidermec-Bottecchia (Kod UCI: AND)
- 2018–2021: Androni Giocattoli-Sidermec (Kod UCI: ANS)
- 2022: Drone Hopper-Androni Giocattoli (Kod UCI: DRA)
- 2023: GW Shimano-Sidermec (Kod UCI: GSS)

## Sezony

### 2022

#### Skład
| Skład drużyny 2022                                 | Skład drużyny 2022   | Skład drużyny 2022 | Skład drużyny 2022                              |
| Imię i nazwisko                                    | Data urodzenia       | Państwo            | Poprzednia grupa                                |
| -------------------------------------------------- | -------------------- | ------------------ | ----------------------------------------------- |
| Juan Diego Alba                                    | 11 września 1997     | Kolumbia           | Movistar Team (2021)                            |
| Mattia Bais                                        | 19 października 1996 | Włochy             | Cycling Team Friuli (2019)                      |
| Gabriele Benedetti                                 | 9 czerwca 2000       | Włochy             | Zalf Euromobil Fior (2021)                      |
| Alessandro Bisolti                                 | 7 marca 1985         | Włochy             | Nippo-Vini Fantini (2017)                       |
| Jefferson Alexander Cepeda (1 sty–31 lip, Przypis) | 16 czerwca 1998      | Ekwador            | Coraje Carchense (2019)                         |
| Luca Chirico                                       | 16 lipca 1992        | Włochy             | Torku Şekerspor (2017)                          |
| Eduard-Michael Grosu                               | 4 września 1992      | Rumunia            | Delko (2021)                                    |
| Trym Westgaard Holther                             | 9 lipca 2003         | Norwegia           |                                                 |
| Leonardo Marchiori                                 | 13 czerwca 1998      | Włochy             | NTT Continental Cycling Team (2020)             |
| Umberto Marengo                                    | 21 lipca 1992        | Włochy             | Bardiani CSF Faizanè (2021)                     |
| Didier Merchán                                     | 26 lipca 1999        | Kolumbia           | Colombia Tierra de Atletas-GW Bicicletas (2021) |
| Daniel Muñoz                                       | 21 listopada 1996    | Kolumbia           | EPM (2018)                                      |
| Andrij Ponomar                                     | 5 września 2002      | Ukraina            | Team Franco Ballerini (2020)                    |
| Simone Ravanelli                                   | 4 lipca 1995         | Włochy             | Biesse Carrera (2019)                           |
| Jhonatan Restrepo                                  | 28 listopada 1994    | Kolumbia           | Manzana Postobón (2019)                         |
| Brandon Rojas Vega                                 | 2 lipca 2002         | Kolumbia           | Colombia Tierra de Atletas-GW Bicicletas (2021) |
| Eduardo Sepúlveda                                  | 13 czerwca 1991      | Argentyna          | Movistar Team (2020)                            |
| Filippo Tagliani                                   | 14 sierpnia 1995     | Włochy             | Zalf Euromobil Désirée Fior (2020)              |
| Natnael Tesfatsion                                 | 23 maja 1999         | Erytrea            | NTT Continental Cycling Team (2020)             |
| Santiago Umba                                      | 20 listopada 2002    | Kolumbia           |                                                 |
| Martí Vigo del Arco                                | 22 grudnia 1997      | Hiszpania          |                                                 |
| Edoardo Zardini                                    | 2 listopada 1989     | Włochy             | Vini Zabù (2021)                                |
| Ricardo Zurita                                     | 10 listopada 2000    | Hiszpania          |                                                 |
| Andrea Piccolo (24 cze–31 lip, Przypis)            | 23 marca 2001        | Włochy             | GSC Viris Vigevano Lomellina (2021)             |
|                                                    |                      |                    |                                                 |
| Źródło: ProCyclingStats                            |                      |                    |                                                 |

Przypis: Jefferson Alexander Cepeda, zmiana drużyny
Przypis: Andrea Piccolo, zmiana drużyny

#### Zwycięstwa
| Zwycięstwa     | Zwycięstwa                                   | Zwycięstwa | Zwycięstwa | Zwycięstwa           | Zwycięstwa |
| Data           | Wyścig                                       | Państwo    | Kategoria  | Zwycięzca            |            |
| -------------- | -------------------------------------------- | ---------- | ---------- | -------------------- | ---------- |
| 23 sty         | Vuelta al Táchira, 8. etap                   | Wenezuela  | 2.2        | Didier Merchán       |            |
| 22 lut         | Tour du Rwanda, 2. etap                      | Rwanda     | 2.1        | Jhonatan Restrepo    |            |
| 27 lutego 2022 | Tour du Rwanda, klasyfikacja generalna       | Rwanda     | 2.1        | Natnael Tesfatsion   |            |
| 13 kwi         | Presidential Cycling Tour of Turkey, 4. etap | Turcja     | 2.Pro      | Eduardo Sepúlveda    |            |
| 5 cze          | Adriatica Ionica Race, 2. etap               | Włochy     | 2.1        | Natnael Tesfatsion   |            |
| 9 wrz          | Dookoła Rumunii, 3. etap                     | Rumunia    | 2.1        | Eduard-Michael Grosu |            |

### 2021

#### Skład
| Skład drużyny 2021            | Skład drużyny 2021   | Skład drużyny 2021 | Skład drużyny 2021                      |
| Imię i nazwisko               | Data urodzenia       | Państwo            | Poprzednia grupa                        |
| ----------------------------- | -------------------- | ------------------ | --------------------------------------- |
| Mattia Bais                   | 19 października 1996 | Włochy             | Cycling Team Friuli (2019)              |
| Alessandro Bisolti            | 7 marca 1985         | Włochy             | Nippo-Vini Fantini (2017)               |
| Jefferson Alexander Cepeda    | 16 czerwca 1998      | Ekwador            | Coraje Carchense (2019)                 |
| Luca Chirico                  | 16 lipca 1992        | Włochy             | Torku Şekerspor (2017)                  |
| Žiga Jerman                   | 26 czerwca 1998      | Słowenia           | Équipe continentale Groupama-FDJ (2020) |
| Matteo Malucelli              | 20 października 1993 | Włochy             | Caja Rural-Seguros RGA (2020)           |
| Leonardo Marchiori            | 13 czerwca 1998      | Włochy             | NTT Continental Cycling Team (2020)     |
| Daniel Muñoz                  | 21 listopada 1996    | Kolumbia           | EPM (2018)                              |
| János Pelikán                 | 19 kwietnia 1995     | Węgry              | Pannon (2019)                           |
| Simon Pellaud                 | 6 listopada 1992     | Szwajcaria         | IAM Excelsior (2019)                    |
| Simone Ravanelli              | 4 lipca 1995         | Włochy             | Biesse Carrera (2019)                   |
| Jhonatan Restrepo             | 28 listopada 1994    | Kolumbia           | Manzana Postobón (2019)                 |
| Josip Rumac                   | 26 października 1994 | Chorwacja          | Adria Mobil (2018)                      |
| Eduardo Sepúlveda             | 13 czerwca 1991      | Argentyna          | Movistar Team (2020)                    |
| Filippo Tagliani              | 14 sierpnia 1995     | Włochy             | Zalf Euromobil Désirée Fior (2020)      |
| Natnael Tesfatsion            | 23 maja 1999         | Erytrea            | NTT Continental Cycling Team (2020)     |
| Santiago Umba                 | 20 listopada 2002    | Kolumbia           |                                         |
| Nicola Venchiarutti           | 7 października 1998  | Włochy             | Cycling Team Friuli (2019)              |
| Mattia Viel                   | 22 kwietnia 1995     | Włochy             | Holdsworth Pro Racing (2018)            |
| Martí Vigo del Arco           | 22 grudnia 1997      | Hiszpania          |                                         |
| Andrij Ponomar (7 lut–31 gru) | 5 września 2002      | Ukraina            | Team Franco Ballerini (2020)            |
|                               |                      |                    |                                         |
| Źródło: ProCyclingStats       |                      |                    |                                         |

#### Zwycięstwa
| Zwycięstwa      | Zwycięstwa                                        | Zwycięstwa | Zwycięstwa | Zwycięstwa                 | Zwycięstwa |
| Data            | Wyścig                                            | Państwo    | Kategoria  | Zwycięzca                  |            |
| --------------- | ------------------------------------------------- | ---------- | ---------- | -------------------------- | ---------- |
| 17 sty          | Vuelta al Táchira, 1. etap                        | Wenezuela  | 2.2        | Matteo Malucelli           |            |
| 24 sty          | Vuelta al Táchira, 8. etap                        | Wenezuela  | 2.2        | Simon Pellaud              |            |
| 8 maj           | Tour du Rwanda, 7. etap                           | Rwanda     | 2.1        | Jhonatan Restrepo          |            |
| 20 cze          | Mistrzostwa Ukrainy – start wspólny               | Ukraina    | CN         | Andrij Ponomar             |            |
| 23 lip          | Tour Alsace, 3. etap                              | Francja    | 2.2        | Santiago Umba              |            |
| 5 sie           | Tour de Savoie Mont-Blanc, 1. etap                | Francja    | 2.2        | Santiago Umba              |            |
| 6 sie           | Tour de Savoie Mont-Blanc, 2. etap                | Francja    | 2.2        | Jefferson Alexander Cepeda |            |
| 8 sierpnia 2021 | Tour de Savoie Mont-Blanc, klasyfikacja generalna | Francja    | 2.2        | Jefferson Alexander Cepeda |            |
| 31 sie          | Dookoła Rumunii, prolog                           | Rumunia    | 2.2        | János Pelikán              |            |
| 2 wrz           | Dookoła Rumunii, 2. etap                          | Rumunia    | 2.2        | Daniel Muñoz               |            |
| 24 wrz          | Tour de Bretagne Cycliste, 5. etap                | Francja    | 2.2        | Leonardo Marchiori         |            |

### 2020

#### Skład
| Skład drużyny 2020              | Skład drużyny 2020   | Skład drużyny 2020 | Skład drużyny 2020                   |
| Imię i nazwisko                 | Data urodzenia       | Państwo            | Poprzednia grupa                     |
| ------------------------------- | -------------------- | ------------------ | ------------------------------------ |
| Nicola Bagioli                  | 19 lutego 1995       | Włochy             | Nippo-Vini Fantini-Faizanè (2019)    |
| Mattia Bais                     | 19 października 1996 | Włochy             | Cycling Team Friuli (2019)           |
| Manuel Belletti                 | 14 października 1985 | Włochy             | Wilier Triestina-Selle Italia (2017) |
| Alessandro Bisolti              | 7 marca 1985         | Włochy             | Nippo-Vini Fantini (2017)            |
| Jefferson Alexander Cepeda      | 16 czerwca 1998      | Ekwador            | Coraje Carchense (2019)              |
| Luca Chirico                    | 16 lipca 1992        | Włochy             | Torku Şekerspor (2017)               |
| Miguel Flórez López             | 21 lutego 1996       | Kolumbia           | Wilier Triestina-Selle Italia (2018) |
| Marco Frapporti                 | 30 marca 1985        | Włochy             | Idea (2012)                          |
| Mattia Frapporti                | 2 lipca 1994         | Włochy             | Unieuro Wilier (2016)                |
| Davide Gabburo                  | 1 kwietnia 1993      | Włochy             | Neri Sottoli-Selle Italia-KTM (2019) |
| Francesco Gavazzi               | 1 sierpnia 1984      | Włochy             | Southeast (2015)                     |
| Daniel Muñoz                    | 21 listopada 1996    | Kolumbia           | EPM (2018)                           |
| Luca Pacioni                    | 13 sierpnia 1993     | Włochy             | Neri Sottoli-Selle Italia-KTM (2019) |
| János Pelikán                   | 19 kwietnia 1995     | Węgry              | Pannon (2019)                        |
| Simon Pellaud                   | 6 listopada 1992     | Szwajcaria         | IAM Excelsior (2019)                 |
| Simone Ravanelli                | 4 lipca 1995         | Włochy             | Biesse Carrera (2019)                |
| Jhonatan Restrepo               | 28 listopada 1994    | Kolumbia           | Manzana Postobón (2019)              |
| Kevin Rivera                    | 28 czerwca 1998      | Kostaryka          | Scott-TeleUno-BCT (2016)             |
| Josip Rumac                     | 26 października 1994 | Chorwacja          | Adria Mobil (2018)                   |
| Matteo Spreafico (1 sty–31 lip) | 15 lutego 1993       | Włochy             | Kolss-BDC (2016)                     |
| Nicola Venchiarutti             | 7 października 1998  | Włochy             | Cycling Team Friuli (2019)           |
| Mattia Viel                     | 22 kwietnia 1995     | Włochy             | Holdsworth Pro Racing (2018)         |
|                                 |                      |                    |                                      |
| Źródło: ProCyclingStats         |                      |                    |                                      |

#### Zwycięstwa
| Zwycięstwa | Zwycięstwa                                         | Zwycięstwa | Zwycięstwa | Zwycięstwa          | Zwycięstwa |
| Data       | Wyścig                                             | Państwo    | Kategoria  | Zwycięzca           |            |
| ---------- | -------------------------------------------------- | ---------- | ---------- | ------------------- | ---------- |
| 12 sty     | Vuelta al Táchira, 1. etap                         | Wenezuela  | 2.2        | Luca Pacioni        |            |
| 14 sty     | Vuelta al Táchira, 3. etap                         | Wenezuela  | 2.2        | Jhonatan Restrepo   |            |
| 16 sty     | Vuelta al Táchira, 5. etap                         | Wenezuela  | 2.2        | Jhonatan Restrepo   |            |
| 17 sty     | Vuelta al Táchira, 6. etap                         | Wenezuela  | 2.2        | Kevin Rivera        |            |
| 18 sty     | Vuelta al Táchira, 7. etap                         | Wenezuela  | 2.2        | Kevin Rivera        |            |
| 31 sty     | Vuelta a San Juan, 5. etap                         | Argentyna  | 2.Pro      | Miguel Flórez López |            |
| 10 lut     | Tour de Langkawi, 4. etap                          | Malezja    | 2.Pro      | Kevin Rivera        |            |
| 25 lut     | Tour du Rwanda, 3. etap                            | Rwanda     | 2.1        | Jhonatan Restrepo   |            |
| 27 lut     | Tour du Rwanda, 5. etap                            | Rwanda     | 2.1        | Jhonatan Restrepo   |            |
| 28 lut     | Tour du Rwanda, 6. etap                            | Rwanda     | 2.1        | Jhonatan Restrepo   |            |
| 29 lut     | Tour du Rwanda, 7. etap                            | Rwanda     | 2.1        | Jhonatan Restrepo   |            |
| 18 lip     | Mistrzostwa Chorwacji – jazda indywidualna na czas | Chorwacja  | CN         | Josip Rumac         |            |
| 19 lip     | Mistrzostwa Chorwacji – start wspólny              | Chorwacja  | CN         | Josip Rumac         |            |

### 2019

#### Skład
| Skład drużyny 2019      | Skład drużyny 2019   | Skład drużyny 2019 | Skład drużyny 2019                   |
| Imię i nazwisko         | Data urodzenia       | Państwo            | Poprzednia grupa                     |
| ----------------------- | -------------------- | ------------------ | ------------------------------------ |
| Manuel Belletti         | 14 października 1985 | Włochy             | Wilier Triestina-Selle Italia (2017) |
| Marco Benfatto          | 6 stycznia 1988      | Włochy             | Astana Continental (2014)            |
| Alessandro Bisolti      | 7 marca 1985         | Włochy             | Nippo-Vini Fantini (2017)            |
| Matteo Busato           | 20 grudnia 1987      | Włochy             | Wilier Triestina-Selle Italia (2018) |
| Julián Cardona          | 19 stycznia 1997     | Kolumbia           | EF Education First-Drapac (2018)     |
| Mattia Cattaneo         | 25 października 1990 | Włochy             | Lampre-Merida (2016)                 |
| Leonardo Fedrigo        | 21 lipca 1996        | Włochy             | Team Wiggins (2017)                  |
| Miguel Flórez López     | 21 lutego 1996       | Kolumbia           | Wilier Triestina-Selle Italia (2018) |
| Marco Frapporti         | 30 marca 1985        | Włochy             | Idea (2012)                          |
| Mattia Frapporti        | 2 lipca 1994         | Włochy             | Unieuro Wilier (2016)                |
| Francesco Gavazzi       | 1 sierpnia 1984      | Włochy             | Southeast (2015)                     |
| Fausto Masnada          | 6 listopada 1993     | Włochy             | Colpack (2016)                       |
| Matteo Montaguti        | 6 stycznia 1984      | Włochy             | AG2R La Mondiale (2018)              |
| Daniel Muñoz            | 21 listopada 1996    | Kolumbia           | EPM (2018)                           |
| Matteo Pelucchi         | 21 stycznia 1989     | Włochy             | Bora-Hansgrohe (2018)                |
| Kevin Rivera            | 28 czerwca 1998      | Kostaryka          | Scott-TeleUno-BCT (2016)             |
| Matteo Spreafico        | 15 lutego 1993       | Włochy             | Kolss-BDC (2016)                     |
| Andrea Vendrame         | 20 lipca 1994        | Włochy             | Zalf Euromobil Désirée Fior (2016)   |
| Mattia Viel             | 22 kwietnia 1995     | Włochy             | Holdsworth Pro Racing (2018)         |
| Josip Rumac             | 26 października 1994 | Chorwacja          | Adria Mobil (2018)                   |
|                         |                      |                    |                                      |
| Źródło: ProCyclingStats |                      |                    |                                      |

#### Zwycięstwa
| Zwycięstwa     | Zwycięstwa                                     | Zwycięstwa | Zwycięstwa | Zwycięstwa          | Zwycięstwa |
| Data           | Wyścig                                         | Państwo    | Kategoria  | Zwycięzca           |            |
| -------------- | ---------------------------------------------- | ---------- | ---------- | ------------------- | ---------- |
| 11 sty         | Vuelta al Táchira, 1. etap                     | Wenezuela  | 2.2        | Marco Benfatto      |            |
| 18 sty         | Vuelta al Táchira, 8. etap                     | Wenezuela  | 2.2        | Miguel Flórez López |            |
| 4 kwi          | Giro di Sicilia, 2. etap                       | Włochy     | 2.1        | Manuel Belletti     |            |
| 10 kwi         | Tour de Langkawi, 5. etap                      | Malezja    | 2.HC       | Matteo Pelucchi     |            |
| 11 kwi         | Tour de Langkawi, 6. etap                      | Malezja    | 2.HC       | Matteo Pelucchi     |            |
| 12 kwi         | Circuit de la Sarthe, 4. etap                  | Francja    | 2.1        | Andrea Vendrame     |            |
| 13 kwi         | Tour de Langkawi, 8. etap                      | Malezja    | 2.HC       | Marco Benfatto      |            |
| 22 kwi         | Tro Bro Leon                                   | Francja    | 1.1        | Andrea Vendrame     |            |
| 24 kwi         | Tour of the Alps, 3. etap                      | Włochy     | 2.HC       | Fausto Masnada      |            |
| 24 kwi         | Tour du Limousin, 4. etap                      | Francja    | 2.1        | Francesco Gavazzi   |            |
| 26 kwi         | Tour of the Alps, 5. etap                      | Włochy     | 2.HC       | Fausto Masnada      |            |
| 28 kwi         | Giro dell’Appennino                            | Włochy     | 1.1        | Mattia Cattaneo     |            |
| 16 maj         | Giro d'Italia, 6. etap                         | Włochy     | 2.UWT      | Fausto Masnada      |            |
| 19 maj         | Vuelta a Aragón, 3. etap                       | Hiszpania  | 2.1        | Matteo Pelucchi     |            |
| 8 cze          | Tour of Bihor-Bellotto, 2. B etap              | Rumunia    | 2.1        | Daniel Muñoz        |            |
| 9 czerwca 2019 | Tour of Bihor-Bellotto, klasyfikacja generalna | Rumunia    | 2.1        | Daniel Muñoz        |            |
| 12 cze         | Tour de Hongrie, 1. etap                       | Węgry      | 2.1        | Manuel Belletti     |            |
| 5 lip          | Sibiu Cycling Tour, 2. etap                    | Rumunia    | 2.1        | Kevin Rivera        |            |
| 7 lipca 2019   | Sibiu Cycling Tour, klasyfikacja generalna     | Rumunia    | 2.1        | Kevin Rivera        |            |
| 29 sie         | Tour du Poitou-Charentes, 3. etap              | Francja    | 2.1        | Matteo Pelucchi     |            |
| 7 wrz          | Tour of China I, 1. etap                       | Chiny      | 2.1        | Marco Benfatto      |            |
| 12 wrz         | Tour of China I, 5. etap                       | Chiny      | 2.1        | Marco Benfatto      |            |
| 17 wrz         | Tour of China II, 1. etap                      | Chiny      | 2.1        | Marco Benfatto      |            |
| 19 wrz         | Tour of China II, 2. etap                      | Chiny      | 2.1        | Marco Benfatto      |            |
| 21 wrz         | Tour of China II, 3. etap                      | Chiny      | 2.1        | Kevin Rivera        |            |
| 10 paź         | Tour of Taihu Lake, 1. etap                    | Chiny      | 2.1        | Marco Benfatto      |            |
| 11 paź         | Tour of Taihu Lake, 2. etap                    | Chiny      | 2.1        | Matteo Pelucchi     |            |
| 13 paź         | Tour of Taihu Lake, 4. etap                    | Chiny      | 2.1        | Matteo Pelucchi     |            |
| 15 paź         | Tour of Taihu Lake, 6. etap                    | Chiny      | 2.1        | Marco Benfatto      |            |

### 2018

#### Skład
| Skład drużyny 2018                       | Skład drużyny 2018   | Skład drużyny 2018 | Skład drużyny 2018                          |
| Imię i nazwisko                          | Data urodzenia       | Państwo            | Poprzednia grupa                            |
| ---------------------------------------- | -------------------- | ------------------ | ------------------------------------------- |
| Davide Ballerini                         | 21 września 1994     | Włochy             | Hopplà-Petroli Firenze (2016)               |
| Manuel Belletti                          | 14 października 1985 | Włochy             | Wilier Triestina-Selle Italia (2017)        |
| Marco Benfatto                           | 6 stycznia 1988      | Włochy             | Astana Continental (2014)                   |
| Alessandro Bisolti                       | 7 marca 1985         | Włochy             | Nippo-Vini Fantini (2017)                   |
| Raffaello Bonusi                         | 31 stycznia 1992     | Włochy             | General Store Bottoli Zardini (2016)        |
| Mattia Cattaneo                          | 25 października 1990 | Włochy             | Lampre-Merida (2016)                        |
| Luca Chirico (1 sty–14 maj)              | 16 lipca 1992        | Włochy             | Torku Şekerspor (2017)                      |
| Marco Frapporti                          | 30 marca 1985        | Włochy             | Idea (2012)                                 |
| Mattia Frapporti                         | 2 lipca 1994         | Włochy             | Unieuro Wilier (2016)                       |
| Francesco Gavazzi                        | 1 sierpnia 1984      | Włochy             | Southeast (2015)                            |
| Matteo Malucelli                         | 20 października 1993 | Włochy             | Unieuro Wilier (2016)                       |
| Fausto Masnada                           | 6 listopada 1993     | Włochy             | Colpack (2016)                              |
| Kevin Rivera                             | 28 czerwca 1998      | Kostaryka          | Scott-TeleUno-BCT (2016)                    |
| Iván Sosa                                | 31 października 1997 | Kolumbia           | Maltinti Lampadari-Banca di Cambiano (2016) |
| Matteo Spreafico                         | 15 lutego 1993       | Włochy             | Kolss-BDC (2016)                            |
| Rodolfo Torres                           | 21 marca 1987        | Kolumbia           | Colombia (2015)                             |
| Andrea Vendrame                          | 20 lipca 1994        | Włochy             | Zalf Euromobil Désirée Fior (2016)          |
|                                          |                      |                    |                                             |
| Źródła: ProCyclingStats Cycling Quotient |                      |                    |                                             |

### 2017

#### Skład
| Skład drużyny 2017                                        | Skład drużyny 2017   | Skład drużyny 2017 | Skład drużyny 2017                          |
| Imię i nazwisko                                           | Data urodzenia       | Państwo            | Poprzednia grupa                            |
| --------------------------------------------------------- | -------------------- | ------------------ | ------------------------------------------- |
| Davide Ballerini                                          | 21 września 1994     | Włochy             | Hopplà-Petroli Firenze (2016)               |
| Marco Benfatto                                            | 6 stycznia 1988      | Włochy             | Astana Continental (2014)                   |
| Egan Bernal                                               | 13 stycznia 1997     | Kolumbia           |                                             |
| Raffaello Bonusi                                          | 31 stycznia 1992     | Włochy             | General Store Bottoli Zardini (2016)        |
| Mattia Cattaneo                                           | 25 października 1990 | Włochy             | Lampre-Merida (2016)                        |
| Marco Frapporti                                           | 30 marca 1985        | Włochy             | Idea (2012)                                 |
| Mattia Frapporti                                          | 2 lipca 1994         | Włochy             | Unieuro Wilier (2016)                       |
| Francesco Gavazzi                                         | 1 sierpnia 1984      | Włochy             | Southeast (2015)                            |
| Matteo Malucelli                                          | 20 października 1993 | Włochy             | Unieuro Wilier (2016)                       |
| Fausto Masnada                                            | 6 listopada 1993     | Włochy             | Colpack (2016)                              |
| Luca Pacioni                                              | 13 sierpnia 1993     | Włochy             | Lampre-Merida (2015)                        |
| Andrea Palini                                             | 16 czerwca 1989      | Włochy             | Skydive Dubai-Al Ahli Club (2016)           |
| Kevin Rivera                                              | 28 czerwca 1998      | Kostaryka          | Scott-TeleUno-BCT (2016)                    |
| Iván Sosa                                                 | 31 października 1997 | Kolumbia           | Maltinti Lampadari-Banca di Cambiano (2016) |
| Matteo Spreafico                                          | 15 lutego 1993       | Włochy             | Kolss-BDC (2016)                            |
| Alessio Taliani                                           | 11 października 1990 | Włochy             | Futura Matricardi (2013)                    |
| Rodolfo Torres                                            | 21 marca 1987        | Kolumbia           | Colombia (2015)                             |
| Marco D'Urbano (15 mar–31 gru)                            | 15 sierpnia 1991     | Włochy             | Roth (2016)                                 |
| Andrea Vendrame                                           | 20 lipca 1994        | Włochy             | Zalf Euromobil Désirée Fior (2016)          |
|                                                           |                      |                    |                                             |
| Źródła: ProCyclingStats Cycling Quotient Cycling Archives |                      |                    |                                             |

### 2016

#### Skład
| Skład drużyny 2016                                        | Skład drużyny 2016   | Skład drużyny 2016 | Skład drużyny 2016                   |
| Imię i nazwisko                                           | Data urodzenia       | Państwo            | Poprzednia grupa                     |
| --------------------------------------------------------- | -------------------- | ------------------ | ------------------------------------ |
| Davide Ballerini                                          | 21 września 1994     | Włochy             | Unieuro Wilier (2015)                |
| Manuel Belletti                                           | 14 października 1985 | Włochy             | Wilier Triestina-Southeast (2016)    |
| Marco Benfatto                                            | 6 stycznia 1988      | Włochy             | Astana Continental (2014)            |
| Alessandro Bisolti                                        | 7 marca 1985         | Włochy             | Nippo-Vini Fantini (2016)            |
| Raffaello Bonusi (1 sie–31 gru, stażysta)                 | 31 stycznia 1992     | Włochy             | General Store Bottoli Zardini (2016) |
| Mattia Cattaneo                                           | 25 października 1990 | Włochy             | Lampre-Merida (2016)                 |
| Luca Chirico                                              | 16 lipca 1992        | Włochy             | Bardiani CSF (2016)                  |
| Marco Frapporti                                           | 30 marca 1985        | Włochy             | Idea (2012)                          |
| Mattia Frapporti                                          | 2 lipca 1994         | Włochy             | Unieuro Wilier (2016)                |
| Francesco Gavazzi                                         | 1 sierpnia 1984      | Włochy             | Southeast (2015)                     |
| Matteo Malucelli                                          | 20 października 1993 | Włochy             | Idea 2010 ASD (2015)                 |
| Fausto Masnada                                            | 6 listopada 1993     | Włochy             | Colpack (2016)                       |
| Kevin Rivera                                              | 28 czerwca 1998      | Kostaryka          |                                      |
| Iván Sosa                                                 | 31 października 1997 | Kolumbia           |                                      |
| Matteo Spreafico                                          | 15 lutego 1993       | Włochy             | Idea 2010 ASD (2015)                 |
| Rodolfo Torres                                            | 21 marca 1987        | Kolumbia           | Colombia (2015)                      |
| Andrea Vendrame                                           | 20 lipca 1994        | Włochy             | Zalf Euromobil Désirée Fior (2016)   |
|                                                           |                      |                    |                                      |
| Źródła: ProCyclingStats Cycling Quotient Cycling Archives |                      |                    |                                      |

### 2015

#### Skład
| Skład drużyny 2015                            | Skład drużyny 2015   | Skład drużyny 2015 | Skład drużyny 2015            |
| Imię i nazwisko                               | Data urodzenia       | Państwo            | Poprzednia grupa              |
| --------------------------------------------- | -------------------- | ------------------ | ----------------------------- |
| Davide Appollonio (1 sty–30 cze, Przypis)     | 2 czerwca 1989       | Włochy             | AG2R La Mondiale (2014)       |
| Marco Bandiera                                | 12 czerwca 1984      | Włochy             | IAM Cycling (2013)            |
| Marco Benfatto                                | 6 stycznia 1988      | Włochy             | Astana Continental (2014)     |
| Francesco Chicchi                             | 27 listopada 1980    | Włochy             | Neri Sottoli (2014)           |
| Tiziano Dall'Antonia                          | 26 lipca 1983        | Włochy             | Cannondale (2013)             |
| John Ebsen (1 sty–28 sie)                     | 15 listopada 1988    | Dania              | CCN (2014)                    |
| Marco Frapporti                               | 30 marca 1985        | Włochy             | Idea (2012)                   |
| Carlos Gálviz                                 | 27 października 1988 | Wenezuela          |                               |
| Oscar Gatto                                   | 1 stycznia 1985      | Włochy             | Cannondale (2014)             |
| Carlos Giménez                                | 7 maja 1995          | Wenezuela          |                               |
| Yonder Godoy                                  | 19 kwietnia 1993     | Wenezuela          |                               |
| Alberto Nardin                                | 30 kwietnia 1990     | Włochy             |                               |
| František Padour                              | 19 stycznia 1988     | Czechy             |                               |
| Franco Pellizotti                             | 15 stycznia 1978     | Włochy             | Liquigas-Doimo (2010)         |
| Jackson Rodríguez                             | 25 lutego 1985       | Wenezuela          |                               |
| Emanuele Sella                                | 9 stycznia 1981      | Włochy             | CarmioOro-NGC (2010)          |
| Simone Stortoni                               | 7 lipca 1985         | Włochy             | Amore & Vita-Selle SMP (2014) |
| Fabio Taborre (1 sty–20 sie)                  | 5 czerwca 1985       | Włochy             | Neri Sottoli (2014)           |
| Alessio Taliani                               | 11 października 1990 | Włochy             | Futura Matricardi (2013)      |
| Serghei Țvetcov                               | 29 grudnia 1988      | Rumunia            | Jelly Belly-Maxxis (2014)     |
| Gianfranco Zilioli                            | 5 marca 1990         | Włochy             |                               |
| Andrea Zordan                                 | 11 lipca 1992        | Włochy             |                               |
| Massimiliano Barbero (1 sie–31 gru, stażysta) | 16 września 1991     | Włochy             |                               |
| Mattia Viel (1 sie–31 gru, stażysta)          | 22 kwietnia 1995     | Włochy             | Chambéry CF (2015)            |
| Michele Viola (1 sie–31 gru, stażysta)        | 24 marca 1992        | Włochy             |                               |
|                                               |                      |                    |                               |
| Źródła: ProCyclingStats Cycling Quotient      |                      |                    |                               |

Przypis: Davide Appollonio, zwolniony za doping